# كأس الملك السعودي 1973
كأس الملك السعودي 1973 أو ما يعرف أحيانا باسم كأس الملك السعودي 1392، هي النسخة السادسة عشر من بطولة كأس خادم الحرمين الشريفين. أقيم النهائي بين فريقي الأهلي والنصر على استاد الملز بالرياض يوم الجمعة 11 صفر 1393. وكان هذا ثاني نهائي بين الأهلي والنصر بعد نهائي 1971، ويعتبر الأهلي هو حامل اللقب وفاز بثلاث بطولات متتالية قبل هذه النسخة.
ظفر الأهلي بلقب البطولة بعدما انتهت المباراة بأوقاتها الأصلية بنتيجة 2–1، ويعتبر هو اللقب السادس للأهلي بتاريخ البطولة.

## تشكيلة النهائي
مثل الأهلي: أحمد عيد في حراسة المرمى، ومسمار وسعيد غراب وعمر راجخان وعبد الرزاق أبو داود وميمي أبو داود والكبش وعلي الشمراني ومبروك الفيصل وعبد الله برزان.
ومثل النصر: جوهر في الحراسة، ويعقوب مرسال ومحمد سعد وعيد الصغير وخالد التركي وأحمد الدنيني وحسن أبو حيدر وناصر الجوهر.

## هوامش
1. ↑  لمن الكأس، فوزي خياط، ص77
2. ↑  لمن الكأس، فوزي خياط، ص29